# سيلويأبادة (سورماغ)
سيلويأبادة (بالفارسية: سیلوی آباده) هي منطقة سكنية تقع في إيران في الناحية المركزية, قسم سورماغ الريفي.